# The Two Sentences
The Two Sentences è un cortometraggio muto del 1915 diretto da Thomas Ricketts. L'American Film Manufacturing Company produsse, su un soggetto di Bertie Badger Moyers, il film che aveva come interpreti Harry Van Meter, Vivian Rich, Perry Banks, Louise Lester.

## Trama
Dopo aver vinto una grossa causa, Jim Rodgers, un giovane avvocato di campagna, attira l'attenzione di Ford, un importante avvocato che gli consiglia di recarsi in città dove potrà fare carriera. Helen, la fidanzata, promette di aspettare il suo ritorno ma, durante l'assenza di Jim, la ragazza si innamora di Tom Carter e lo sposa. L'avvocato torna a casa proprio il giorno del loro matrimonio: la vista dei due sposi lo distrugge, rendendogli odioso l'amore e le donne. Ormai tutte le sue forze sono rivolte al lavoro e presto diventa giudice della Corte Penale.

Al processo contro Tom Carter, il suo rivale accusato di un'aggressione con l'intenzione di uccidere, Rodgers viene contattato da Helen che, sapendo che il destino del marito sta nelle sue mani, lo supplica di non applicare il massimo della pena (venti anni), ma quello minimo (un anno). Il giorno seguente, in tribunale, emette la sentenza: la condanna è di venti anni.

Subito dopo, il giudice si pente e da quel momento la visione del condannato lo perseguita, facendogli promettere a sé stesso di rimediare in ogni modo al mal fatto. Due anni dopo, si presenta come candidato alle elezioni per governatore: se vincesse, potrebbe graziare Tom. Ma Helen, volendo vendicarsi, diffonde voci calunniose sul suo conto, che possono rovinargli la carriera e la reputazione. Il giorno delle elezioni, la donna gli rivela di essere lei la causa di quella che sarà la sua sconfitta. Lui le rivela invece le sue ragioni per voler vincere. Helen, allora, cerca di ritrattare le proprie dichiarazioni, mentre i risultati mostrano che il nuovo governatore sarà proprio Rodgers. Nella sua nuova carica, Jim perdona Tom e marito e moglie possono finalmente riunirsi.

## Produzione
Il film fu prodotto dalla American Film Manufacturing Company.

## Distribuzione
Distribuito dalla Mutual, il film - un cortometraggio in due bobine - uscì nelle sale cinematografiche degli Stati Uniti il 15 marzo 1915.